# اتاق باغ

گلوریته در باغ کاخ شون‌برون

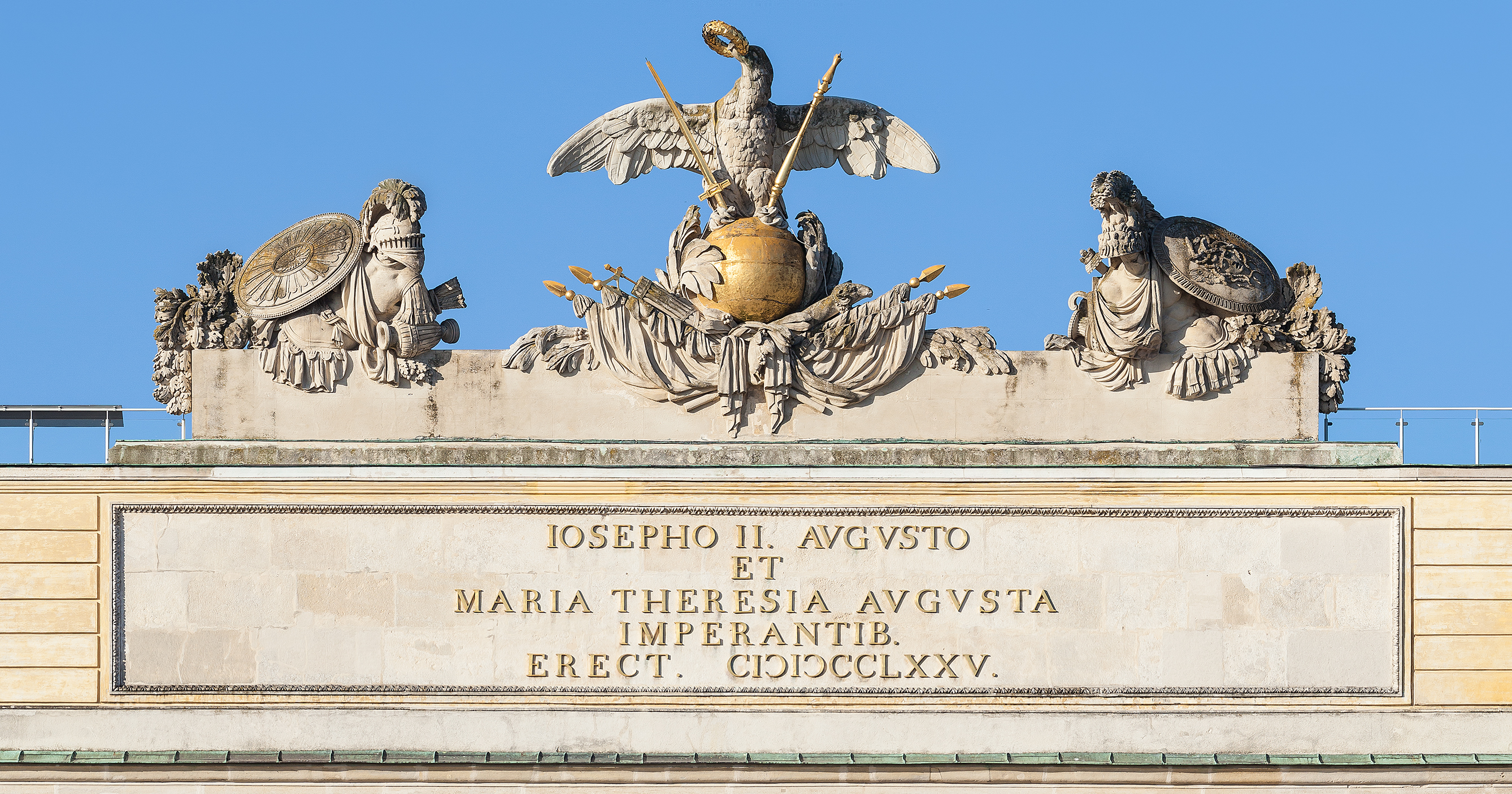
کتیبه روی گلوریته، در وین

اتاق باغ (انگلیسی: Gloriette) یا گلوریته از فرانسه قرن دوازدهم بجا مانده و به‌معنای «اتاق کوچک» یا ساختمانی است که در یک باغ ساخته شده‌ست که نسبت به محیط اطراف بلندتر است. ساختار و شکل ساختاری آن می‌تواند به شدت متفاوت باشد، ولی اغلب به شکل یک پاویون است که معمولاً در دو طرف باز است.

## گلوریته کاخ شون‌برون
بزرگ‌ترین و احتمالاً شناخته‌شده‌ترین گلوریته در باغ کاخ شون‌برون در وین است. این بنا در سال ۱۷۷۵ به عنوان آخرین ساختمان ساخته‌شده در باغ با توجه به طرح معمار سلطنتی اتریش، یوهان فردیناند به عنوان «معبد مشهور» برای خدمت به عنوان یک نقطه کانونی و نقطه دیده‌بانی در باغ، به عنوان سالن غذاخوری و سالن صبحانه و همچنین یک اتاق صبحانه برای امپراتور فرانتس جوزف اول ساخته شد. تالار غذاخوری که تا پایان سلطنت مورد استفاده قرار گرفت، امروزه یک کافه در آن دارد و روی بام یک سکوی رصد از وین مشرف است. گلوریته در جنگ جهانی دوم نابود شد اما تا سال ۱۹۴۷ بازسازی شد و دوباره در سال ۱۹۹۵ مورد بازسازی قرار گرفت.